# Абаша (река)
Абаша (груз. აბაშა) — река в Грузии. Левый приток реки Техури. Начинается с южных склонов Асхского известнякового массива. Источниками являются реки Рахисцкали и Тоба, протекающие над селом Балди (325 м над уровнем моря). Протекает по территории муниципалитетов Мартвили и Абаша в крае Самегрело-Земо Сванети.
Абаша питается также подземными, дождевыми и талыми водами. Сток относительно равномерно распределён в течение всего года.
Между западным склоном массива Асхи и северо-восточным склоном горы Абедати, недалеко от деревни Гачедили, река протекает в узком каньоне глубиной 50-70 м и шириной 5-6 м. Здесь построена Абашская ГЭС.
В каньоне обнаружены окаменелые кости животных, живших на Земле 75 миллионов лет назад. Это открытие было сделано экспедицией Государственного университета Илии в июле 2010 года. Здесь также были найдены останки древнего человека и кости вымерших видов животных, в том числе пещерного медведя и бизонов.
На реке находится Абашский водопад